# おやじの嫁さん
『おやじの嫁さん』（おやじのよめさん）は、フジテレビ系列で放映されたテレビドラマ。1973年10月3日から1974年3月27日まで、水曜夜9時からの1時間枠「水曜ホーム劇場（後の水曜ドラマシリーズ）」で放映された。

## 内容
10年前に妻に先立たれ、やもめ暮らしだった中堅洋画家の今村伸太郎。そんな伸太郎の元に、15歳の年の違う宮田涼子が嫁いだ。伸太郎の子供たちは自分たちに年が近い継母ということでびっくり。そして涼子の父・清三は相手が画家という不安定な職業で、その年齢差もあって、あらゆる点で結婚には反対だったが、伸太郎の人柄に接して最後には折れる。しかしそれでも難点だったのは、伸太郎の妹で母親のいない今村家の御意見番的存在である叔母の佃文子だった。

## 出演
- 宮田涼子：八千草薫
（デパートの催物係に勤務。高校時代の恩師でもある伸太郎と再会し、あれこれと世話を焼くうちに伸太郎に惹かれていく。）
- 今村伸太郎：佐野周二
- 今村耕助（長男）：中山仁
- 今村豊土（次男）：沖雅也
- 今村太地（三男）：川代家継
- 今村智子（長女）：山口いづみ
- 安夫：藤村俊二
（耕助ら兄妹のいとこで今村家の居候）
- 高岡紀子：松原智恵子
（佃煮屋「高岡屋」の娘）
- 島津芳次郎（大工）：桑山正一
- 三浦敬子：青柳三枝子
- 編集長・伊沢：森塚敏
- 池田（知子の上司）：横光勝彦
- 藤山：山谷初男
（耕助の大学時代の友人）
- 晴美：紙じゅん
（スナック「ルナ」のママ）
- 秀子：京田尚子
- 由紀：一城みゆ希
- 松井：名古屋章
（大学教授で、安夫の顔見知り。第18話に登場）
- 久美子：丸山裕子
（安夫の見合い相手。第19話に登場）
- 佃文子：杉山とく子
- 宮田英雄（涼子の弟）：河原崎建三
- 宮田綾子（涼子の母）：風見章子
- 宮田清三：宮口精二

## スタッフ
- 脚本：稲葉明子
- 演出
  - 小林俊一 （1〜3、9〜11、14、15、23、26各話）
  - 浜忠臣 （7、8、12、13、16、17、20、21、24、25各話）
  - 和田圓 （4〜6、18、19、22各話）